# 2014年長野県知事選挙
2014年長野県知事選挙（2014ねんながのけんちじせんきょ）は、2014年（平成26年）8月10日に投開票が行われた長野県知事を選出するための選挙。

## 概要
現職の阿部守一の任期満了に伴う知事選挙である。再選を目指し7党の推薦を受けた阿部と無所属の新人2人が争い、阿部が大差で2人を破り再選を果たした。

### 主な争点
- 1期4年の阿部県政に対する評価
- 子育て支援・高齢者福祉問題[2]

## 基礎データ

### 告示日
- 2014年（平成26年）7月24日

### 執行日
- 2014年（平成26年）8月10日
  - 当日の投票時間帯 ： 7:00 - 20:00（一部地域を除く）
- 期日前投票 ： 2014年（平成26年）7月25日 - 8月9日

### 同日選挙
- 長野県議会議員補欠選挙（8月1日 告示）[3]
  - 佐久市・北佐久郡選挙区（無投票当選）
- 下伊那郡泰阜村長選挙（8月5日 告示、無投票当選）[4]
- 上伊那郡中川村議会議員選挙（8月5日 告示、無投票当選）[4]

## 立候補者
3人、届け出順。
| 立候補者                        | 年齢 | 党派                                                                                       | 新旧 | 主な経歴         | ウェブサイト |
| ------------------------------- | ---- | ------------------------------------------------------------------------------------------ | ---- | ---------------- | ------------ |
| 阿部 守一 （あべ しゅいち）     | 53   | 無所属 （自民党・公明党・民主党・日本維新の会 県総支部・次世代の党・結いの党・社民党推薦） | 現   | 元総務省職員     |              |
| 野口 俊邦 （のぐち しゅんぽう） | 71   | 無所属 （共産党推薦）                                                                      | 新   | 信州大学名誉教授 |              |
| 根上 隆 （ねがみ たかし）       | 64   | 無所属                                                                                     | 新   | 会社社長         |              |

### 政党・団体の動向
前回選挙では民主党推薦の阿部守一と自民党・公明党推薦の腰原愛正の間で激しい選挙戦が繰り広げられ、阿部が接戦を制した。しかし、1期4年で阿部が自民党を含む各政党との協調態勢を維持し、県政においても大きな失政が見られなかったことから、自民党は対立候補の擁立を断念し、共産党を除く主要政党は一致して再選を目指す阿部を推薦することになった。
共産党は、阿部県政を批判する立場から、野口俊邦を擁立した。

### 選挙のタイムライン
2014年
- 5月9日 - 現職の阿部守一が県議会の各会派代表者会議で2期目への立候補の意向を表明し、出馬会見を行う[7]。
- 5月28日 - 野口俊邦が立候補を表明[8]。
- 7月24日 - 告示。
- 8月10日 - 投開票。

## 選挙結果
投票率は43.56%で、前回の52.70%を下回り（前回比 -9.14ポイント）、初めて50%を割り過去最低となった。当日の有権者数は172万7409人で、投票総数は75万2538票となった。
候補者別の得票数の順位、得票数、得票率、惜敗率、供託金没収概況は以下のようになった。供託金欄のうち「没収」とある候補者は、有効投票総数の10%を下回ったため全額没収された。得票率と惜敗率は未発表のため暫定計算とした（小数3位以下四捨五入）。
|      | 順位 | 候補者名  | 党派   | 新旧 | 得票数  | 得票率 | 惜敗率 | 供託金 |
| ---- | ---- | --------- | ------ | ---- | ------- | ------ | ------ | ------ |
| 当選 | 1    | ■阿部守一 | 無所属 | 現   | 626,462 | 84.23% | ----   |        |
|      | 2    | ■野口俊邦 | 無所属 | 新   | 106,120 | 14.27% | 16.94% |        |
|      | 3    | ■根上隆   | 無所属 | 新   | 11,209  | 1.51%  | 1.80%  | 没収   |

前回選挙で阿部と争った自民党が独自候補の擁立を断念し、共産党を除く主要政党と県内の主要団体が一致して阿部を支持したことから、阿部が一貫して優位に選挙戦を進めた。野口は共産党の支援を受け集団的自衛権行使を容認した安倍政権への批判を行うなど対決姿勢を示したが、支持を広げることができなかった。根上は選挙公報への文書の掲載のみで県内では選挙活動を行わなかった。